# Aimé Emmanuel Yoka
Pour les articles homonymes, voir Yoka.
Aimé Emmanuel Yoka est un homme politique congolais né à Oyo (Congo Brazzaville) en 1939 et mort le 18 avril 2025 à Rabat (Maroc). Il est le directeur de cabinet du président Denis Sassou Nguesso de 2002 à 2007. Il est l’oncle du président de la république Denis sassou nguesso 
Membre du Parti congolais du travail, il est ministre d'État, garde des Sceaux, ministre de la Justice et des droits humains du 3 mars 2007 au 30 avril 2016.

## Biographie
Aimé Emmanuel Yoka est né à Oyo situé au nord du Congo-Brazzaville,. Il est le père de Christian Yoka, ministre des finances depuis janvier 2025 et l’oncle direct du président de la République, Denis Sassou-Nguesso. Il est avocat de profession,.
Il entre en politique en 1968 comme jeune chef de cabinet du ministre de la Justice d'Aloïse Moudileno rencontré à la Faculté de Droit de Nancy. Il est notamment maire de Brazzaville de 1997 à 1999 (à la fin de la guerre civile), ambassadeur de la République du Congo au Maroc de 1999 à 2002 et ministre d'État, directeur du cabinet du président de la République de 2002 à 2007. En août 2012, il est élu député de la circonscription de Vindza.
Aimé Emmanuel Yoka est nommé pour la première fois au gouvernement le 28 décembre 1980, comme ministre délégué à la Coopération, travaillant à la Présidence. Par la suite, il devient directeur de cabinet du président avant d'être nommé ministre des Mines, de l'Énergie et des Postes et Télécommunications en août 1988. Il est élu au Comité central du Parti congolais du travail (PCT) pour la première fois lors du quatrième congrès ordinaire du PCT, du 26 au 31 juillet 1989, et maintenu à son poste ministériel dans le gouvernement nommé le 13 août 1989. Il quitte le gouvernement lorsque le régime à parti unique du PCT s’effondre en 1990-1991.
Peu de temps après le déclenchement de la guerre civile de 1997, le 5 juin 1997, Aimé Emmanuel Yoka est inclus au Comité national de médiation. Lorsque Denis Sassou Nguesso revint au pouvoir en octobre 1997, évinçant le président Pascal Lissouba, il supprime les autorités locales élues mises en place sous Lissouba et nomme directement de nouvelles autorités locales. Denis Sassou Nguesso nomme Aimé Emmanuel Yoka maire de Brazzaville, la capitale. Il occupe ce poste de 1997 à 1999.
Aimé Emmanuel Yoka est critiqué par les défenseurs des droits de l'homme, fin 2007, pour son inaction sur un projet de loi sur la protection des peuples autochtones, malgré le soutien apparent du gouvernement à ce projet de loi.
Avant l'élection présidentielle de juillet 2009, Aimé Emmanuel Yoka était président du Comité préparatoire de l'Initiative nationale pour la paix (INP), une association politique qui prônait la réélection de Sassou Nguesso tout en soulignant l'importance de la paix. Lors du premier rassemblement de l'association à Brazzaville, le 28 février 2009, Aimé Emmanuel Yoka l'a présentée au public, expliquant l'objectif et la démarche de l'INP. Après la réélection de Denis Sassou Nguesso, il a maintenu Aimé Emmanuel Yoka à son poste de ministre d'État à la Justice et aux Droits de l'Homme le 15 septembre 2009. Le gouvernement a également été réorganisé en quatre grands secteurs, avec un ministre chargé de coordonner chacun des quatre secteurs, Aimé Emmanuel Yoka était l'un des ministres choisis comme coordinateur, et s'est vu attribuer le secteur de la souveraineté.
Lors des élections législatives de juillet-août 2012, il est élu à l'Assemblée nationale comme candidat du PCT dans la circonscription de Vindza, située dans le département du Pool. Il a remporté le siège au second tour, recueillant 56,05 % des voix.
Le 25 avril 2014, à l'Assemblée nationale, le chef de l'opposition Pascal Tsaty Mabiala lui a posé une question dans laquelle il affirmait que c'était un « secret de polichinelle » que le président Sassou Nguesso souhaitait une modification de la Constitution pour lui permettre de briguer un nouveau mandat. Affirmant que cet objectif était poursuivi par une « manipulation éhontée », Pascal Tsaty-Mabiala a soutenu que le gouvernement devrait organiser un dialogue national sur la question. Yoka a répondu qu'un tel dialogue serait inutile et qu'il serait plus simple pour le Parlement de débattre de la Constitution. Il a donc demandé à Justin Koumba, le président de l'Assemblée nationale, d'engager un débat parlementaire sur la question.
Après la victoire de Denis Sassou Nguesso à l'élection présidentielle de mars 2016, Aimé Emmanuel Yoka est limogé du gouvernement le 30 avril 2016. Il regagne ensuite son siège à l'Assemblée nationale.
Aimé Emmanuel Yoka meurt le 18 avril 2025 à Rabat au Maroc, à l'âge de 86 ans.